# Lista de colônias italianas no Paraná
Esta é uma lista das colônias italianas no estado do Paraná:
| Nome                              | Fundação | Procedência                                                   | Município            |
| --------------------------------- | -------- | ------------------------------------------------------------- | -------------------- |
| Colônia Alexandra                 | 1870     | italianos de Mântua, Téramo e do Vêneto                       | Paranaguá            |
| Colônia Assunguy                  | 1871     | italianos (fundada em 1860 por ingleses e franceses)          | Cerro Azul           |
| Colônia Argelina                  | 1870     | italianos (fundada em 1868 por argelinos, franceses e suíços) | Curitiba             |
| Colônia Pilarzinho                | 1870     | italianos (com alemães e poloneses)                           | Curitiba             |
| Colônia D. Pedro                  | 1876     | italianos (com poloneses e franceses)                         | Curitiba             |
| Colônia D. Augusto                | 1876     | italianos (com poloneses prussianos)                          | Curitiba             |
| Colônia Nova Itália               | 1877     | italianos                                                     | Morretes             |
| Colônia Santa Maria do Novo Tirol | 1878     | italianos trentinos                                           | Piraquara            |
| Colônia Antônio Rebouças          | 1878     | italianos                                                     | Campo Largo          |
| Colônia Senador Dantas            | 1878     | italianos vicentinos                                          | Curitiba             |
| Colônia Alfredo Chaves            | 1878     | italianos vicentinos e tiroleses                              | Colombo              |
| Colônia Muricy                    | 1878     | italianos (com poloneses)                                     | São José dos Pinhais |
| Colônia Inspetor Carvalho         | 1878     | italianos                                                     | São José dos Pinhais |
| Colônia Virmond                   | 1878     | italianos (com russos-alemães)                                | Lapa                 |
| Colônia Maria Luiza               | 1879     | italianos                                                     | Paranaguá            |
| Colônia Santa Felicidade          | 1880     | italianos vênetos                                             | Curitiba             |
| Colônia Mendes de Sá              | 1885     | italianos                                                     | Campo Largo          |
| Colônia Antonio Prado             | 1886     | italianos                                                     | Colombo              |
| Colônia Santa Gabriela            | 1886     | italianos                                                     | Almirante Tamandaré  |
| Colônia Santa Cristina            | 1879     | italianos                                                     | Campo Largo          |
| Colônia Alice                     | 1886     | italianos                                                     | Campo Largo          |
| Colônia Barão de Taunay           | 1886     | italianos                                                     | Araucária            |
| Colônia Presidente Faria          | 1886     | italianos                                                     | Colombo              |
| Colônia Maria José                | 1887     | italianos                                                     | Quatro Barras        |
| Colônia Visconde de Nácar         | 1888     | italianos                                                     | Paranaguá            |
| Colônia Santa Cruz                | 1888     | italianos                                                     | Paranaguá            |
| Colônia Santa Rita                | 1888     | italianos                                                     | Paranaguá            |
| Colônia Eufrásio Correia          | 1888     | italianos                                                     | Bocaiúva do Sul      |
| Colônia Campo Largo da Roseira    | 1888     | italianos                                                     | São José dos Pinhais |
| Colônia Balbino Cunha             | 1889     | italianos vênetos                                             | Campo Largo          |
| Colônia D. Mariana                | 1889     | italianos vênetos                                             | Campo Largo          |
| Colônia Ferraria                  | 1890     | italianos                                                     | Campo Largo          |
| Colônia Inglesa                   | 1889     | italianos (com ingleses e alemães)                            | Foz do Iguaçu        |
| Colônia Santa Helena              | 1889     | italianos venezianos                                          | Foz do Iguaçu        |
| Colônia Contenda                  | 1890     | italianos                                                     | Contenda             |
| Colônia Accioli                   | 1891     | italianos                                                     | Curitiba             |
| Colônia Cecília                   | 1891     | italianos                                                     | Palmeira             |
| Colônia Bela Vista                | 1896     | italianos vênetos                                             | Curitiba             |
| Colônia Afonso Pena               | 1908     | italianos                                                     | São José dos Pinhais |
| Colônia Pinho de Baixo            | 1908     | italianos                                                     | Irati                |
| Colônia Uvaranas                  | 1924     | italianos                                                     | Ponta Grossa         |